# Fischeria billbergiana
Fischeria billbergiana är en oleanderväxtart som först beskrevs av Beurling, och fick sitt nu gällande namn av G. Morillo. Fischeria billbergiana ingår i släktet Fischeria och familjen oleanderväxter. Inga underarter finns listade i Catalogue of Life.